# The Bitter End
"The Bitter End" é uma canção da banda britânica de rock alternativo Placebo. Foi lançada como o single principal de seu quarto álbum de estúdio, Sleeping with Ghosts, em 10 de março de 2003.
A canção é baseada no romance 1984 de George Orwell. Existem várias referências a ele ao longo da música, sendo uma das mais notáveis a referência a 2 de maio - a data em que os dois personagens principais, Winston e Julia, passam a noite juntos pela primeira vez.
Ela foi apresentada na trilha sonora de "Radio Big" no videogame SSX 3 de 2003. Ele também foi lançada como conteúdo para download no Guitar Hero World Tour.
Em 2010, Utada fez um cover da música em sua primeira turnê pelos Estados Unidos, Utada: In the Flesh 2010.
"The Bitter End" e "Every You Every Me" são as duas músicas mais tocadas nos shows ao vivo do Placebo.

## Recepção
Os críticos geralmente elogiaram o single após seu lançamento. Resenhando Sleeping with Ghosts, o crítico de rock / indie da BBC Online Dan Tallis descreveu "The Bitter End" como "uma boa música pop", tendo "a quantidade certa de atmosfera sombria e gótica para agradar seus fãs e guitarras compatíveis com o rádio o suficiente para agradar a nova geração de jovens indie." O The Times achou que a música "aumentou o nível de energia com um efeito devastador".
A Rock Sound argumentou que a "brincadeira de tirar o fôlego" da faixa reforça "seu status como fornecedores de puro indie pop na linha de The Smiths". No entanto, a NME viu influências diferentes tecidas na faixa, relatando que "The Bitter End" "vê o Placebo sendo acionado junto com uma melodia implacável do U2-perseguindo-o-The Cure que é tão contagiante quanto 24."
Resumindo a coleção de singles de 2004 do Placebo, Once More with Feeling, o crítico musical de Nottingham da BBC Online, Jaime Gill, afirmou que "cada canção vem de um compositor tão instintivo e preciso que quando ele escreve uma canção chamada 'The Bitter End', isso é exatamente o que parece."

## Clipe
O videoclipe mostra a banda tocando no prato do telescópio Lovell, um dos maiores radiotelescópios que existem. No meio do vídeo, ele exibe uma imagem infravermelha de um casal perseguindo um ao outro. Eles eventualmente se encontram e se beijam contra a parede. Perto do final do vídeo, cai uma chuva sobre a banda. Foi filmado perto de Stockport em Cheshire, na Inglaterra.

## Lista de músicas

### CD 1
| N.º | Título                          | Duração |  |
| 1.  | "The Bitter End"                |         |  |
| 2.  | "Daddy Cool"                    |         |  |
| 3.  | "Teenage Angst (Piano Version)" |         |  |
| 4.  | "The Bitter End"                |         |  |

### CD 2
| N.º | Título             | Duração |  |
| 1.  | "The Bitter End"   |         |  |
| 2.  | "Evalia"           |         |  |
| 3.  | "Drink You Pretty" |         |  |

### Vinil de 7"
| N.º | Título           | Duração |  |
| 1.  | "The Bitter End" |         |  |
| 2.  | "Daddy Cool"     |         |  |

## Formatos
"The Bitter End" foi lançado em 10 de março de 2003 pela Elevator Music/Hut Records, o primeiro single a ser retirado de Sleeping with Ghosts. Dois singles em CD com lados B diferentes foram lançados, bem como um single em formato de vinil de 7". Mais tarde, "The Bitter End" foi incluído na compilação de novembro de 2004, Once More with Feeling: The Singles.
| Formato                                  | Número da faixa | Número da faixa | Número da faixa | Número da faixa |
| Formato                                  | 1               | 2               | 3               | 4               |
| ---------------------------------------- | --------------- | --------------- | --------------- | --------------- |
| The Bitter End                           |                 |                 |                 |                 |
| Single CD1 (UK, Elevator Music)          | B               | D               | T               | BV              |
| Single CD2 (Reino Unido, Elevator Music) | B               | E               | DP              |                 |
| 7 "single (UK, Elevator Music)           | B               | D               |                 |                 |

Letras
- B - "The Bitter End"
- D - "Daddy Cool"
- T - "Teenage Angst (piano version)"
- BV - Vídeo de "The Bitter End"
- E - "Evalia"
- DP - "Drink You Pretty"